# معتمدية سبيطلة
معتمدية سبيطلة إحدى معتمديات الجمهورية التونسية، تابعة لولاية القصرين. تمتد المعتمدية على مساحة 1133.5 كم2، وبلغ عدد سكانها 69539 ساكن حسب إحصائيات سنة 2004. تشتهر المعتمدية بالتاريخ العريق لمدينة سبيطلة وموقعها الأثري المعروف.

## التاريخ
هي التي فتحها المسلمون بقيادة العبادلة السبعة ولذلك لقبت بأرض العبادلة ووجدوها عاصمة لمملكة جرجير كما ورد بلغة العرب واسمه الحقيقي جريون الذي ذكر في زمن هرقل عظيم الروم وذكر أنه نهب من عنده الماشية اسمها سفيطلة التي تعني سبط لاوي.

## الجغرافيا
تبعد سبيطلة 264 كم على العاصمة تونس وتقع على الطريق الوطنية رقم 13 على بعد 33 كم شرق مركز ولاية القصرين.

## التوزع الديمغرافي
تنقسم معتمدية سبيطلة إلى 14 عمادة وفي ما يلي توزع السكان، الأسر والمساكن في كل عمادة حسب إحصائيات 2014: